# 미야코어
미야코어(일본어: 宮古口 ミャークフツ[*] 또는 일본어: 島口 スマフツ[*])는 오키나와현에 속한 미야코 제도에서 사용하는 언어이다.

## 하위 방언
미야코 제어는 미야코섬, 이케마섬, 오가미섬, 구리마섬, 이라부섬, 다라마섬의 각 방언으로 분류될 수 있다. 그 중에서도 비교적 이도(離島)인 다라마섬(민나섬 포함)의 방언은 다른 방언과는 거의 통하지 않을 정도로 이질적이며, 미야코 본섬 내부에서도 북부와 남부의 말에 조금 차이가 있다.

## 음운
|        | 전설모음 | 중설모음 | 후설모음 |
| ------ | -------- | -------- | -------- |
| 고모음 | i        | ï        | u        |
| 중모음 | e        |          | o        |
| 저모음 |          | a        |          |

중설모음 ï는 혀가 경구개에 접근하여 강한 마찰음을 동반하는데, 곧 단독음이거나 유성자음과 결합할 때에는 [z], 무성자음과 결합할 때에는 [s]를 동반한다. 대략적으로 표준 일본어의 [i]에 대응된다.

## 예문
다음은 미야코어 요나하 방언의 예문이다.
- dzïː kaka（字を書こう, 글자를 쓰자）
- atsaː pjaːʃi uki di（明日早く起きよう, 내일 일찍 일어나자）
- nnja kaka djaːn（もう書かない, 이제 쓰지 않는다）
- pjaːpjaːti kaki ba du dzoːkataï（早く書けばよかった, 일찍 써야(쓰는 편이) 좋았다）
- naː ju kakï（名前を書く, 이름을 쓰다）
- unu mtsï ikï tsïkaː imbata ŋkai du idi raiï（この道を行くと海岸に出られる, 이 길을 가면 해안으로 나갈 수 있다）
- banuː saːri iki fiːru（私をつれていってくれ, 나를 데려가 달라）
- takafu naʃi miːï（高くしてみる, 높게 해 보다）
- kunu jamaː takakaï/takakam/takaːnu/takamunu（この山は高い, 이 산은 높다）